# Оджалеші

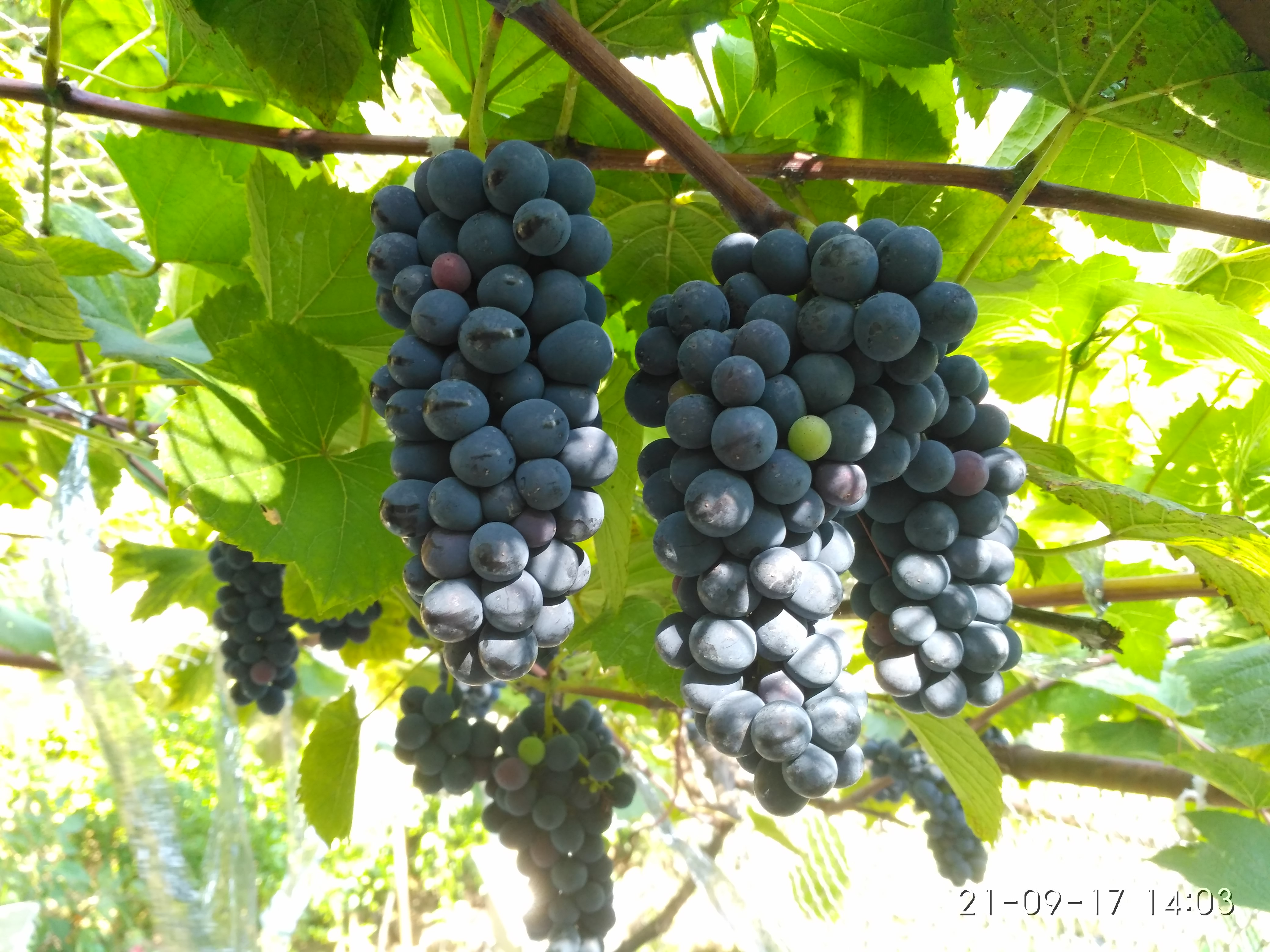
Грона винограду Оджалеші

Оджалеші (груз. ოჯალეში) — сорт червоного винограду, що культивується на території Грузії (Зугдідський, Цаленджихський, Гегечкорський та Цагерський райони) і використовується для виготовлення однойменного вина. З грузинської мови odjaleshi означає «той, що росте на деревах».

## Виноград
Ботанічне сімейство — виноградові. Лист середнього розміру, майже цілий, трьохлопасний. Листова пластина — рівна, зморщена. Нижня частина листа має помітне опушення. Квітка двостатева. Грона середніх розмірів або менша, циліндричної форми, іноді з одним більш розвиненим крилом. Ягода середнього розміру, округла, трохи овальна, темно-синього кольору, має товсту шкірку та соковиту м'якоть. Такий виноград має показник цукру у 21-23 % та кислотність в 7-9 г/л.
Плантації цього сорту знаходяться на висоті 700—800 метрів над рівнем моря. Такий сорт визріває пізно, в кінці жовтня. Не особливо відрізняється морозостійкістю, але має стійкість до мільдью та оїдіуму, а також до сірої гнилі.

## Вино
З винограду Оджалеші можливе виготовлення як столових та природно-солодких вин, так і кріплених, наприклад, портвейн. Молоді вина відрізняються гармонійністю смаку, фруктовими нотками вишні та спецій. Кріплені вина з такого винограду витримують в дубових бочках.
Для отримання напівсолодкого вина Оджалеші, його збирають при показниках цукру у 22 %. Виготовлення вина Оджалеші має властиву для грузинських вин особливість: після виготовлення сусло охолоджують до 0 градусів. Таким чином, дрожеві бактерії випадають в осад.

## Цікаві факти
Існує менш престижний сорт Orbelian Ojaleshi, який часто підписують просто Оджалеші.